# Garamkeszi
Garamkeszi (szlovákul Hronské Kosihy) község Szlovákiában, a Nyitrai kerület Lévai járásában.

## Fekvése
Lévától 5 km-re északra fekszik.

## Története
1294-ben "Kezw" alakban említik először. Neve arra utal, hogy a honfoglalást követően a Keszi törzs szállásterülete volt. A Kálnai család ősi birtoka, majd 1388-tól 1848-ig a lévai váruradalom része volt. 1601-ben 45 ház állt a faluban, melyet 1618-ban elfoglalt a török. 1720-ban kocsma és 15 adózó háztartás volt itt. 1828-ban 74 házában 499 lakos élt, akik főként mezőgazdasággal foglalkoztak.
Vályi András szerint "KESZI. Elegyes falu Bars Várm, határja termékeny, fája, legelője van, piatzozása jó."
Fényes Elek szerint "Keszi, (Garan-), Kosihi, Bars m. tót f. Lévától északra 1 mfd. 510 kath., lak. Határjában láthatni azon kápolnát, melly a lévai ütközetben elesett gr. Koháry István örök emlékére állitatott. F. u. h. Eszterházy."
A trianoni békeszerződésig Bars vármegye Lévai járásához tartozott.

## Népessége
| Év:            | 1994. | 2004.   | 2014.   | 2024.    |
| -------------- | ----- | ------- | ------- | -------- |
| Emberek száma: | 660   | 670     | 679     | 790      |
| Eltérés:       |       | +1,51 % | +1,34 % | +16,34 % |

| Év:            | 2023. | 2024.   |
| -------------- | ----- | ------- |
| Emberek száma: | 792   | 790     |
| Eltérés:       |       | -0,25 % |

1880-ban 601 lakosából 587 szlovák, 9 német és 3 magyar anyanyelvű, illetve 2 csecsemő volt.
1890-ben 674 lakosából 18 magyar és 656 szlovák anyanyelvű volt.
1900-ban 760 lakosából 209 magyar és 549 szlovák anyanyelvű volt.
1910-ben 804 lakosából 535 szlovák, 257 magyar, 2 német és 10 más anyanyelvű volt.
1921-ben 717 lakosából 4 magyar és 707 csehszlovák volt.
1930-ban 725 lakosa mind csehszlovák volt.
1991-ben 686 lakosából 4 magyar és 678 szlovák volt. 
2001-ben 660 lakosából 651 szlovák és 1 magyar volt.
2011-ben 662 lakosából 638 szlovák, 7 magyar, 4 cseh, 2 lengyel és 10 ismeretlen nemzetiségű volt.
2021-ben 742 lakosából 8 (+2) magyar, 682 (+4) szlovák, (+32) cigány, (+1) ruszin, 20 (+1) egyéb és 32 ismeretlen nemzetiségű volt.

## Neves személyek
- Koháry István holttestét a garamkeszi határig hurcolta a lova.
- Itt született 1756-ban Jancsó András katolikus lelkész.
- Itt született 1816-ban Mácsay Lukács ügyvéd, újságíró, országgyűlési követ, országgyűlési képviselő.
- Itt született 1824-ben Mácsai Lukács királyi tanácsos, Léva polgármestere, Bars és Hont vármegye tanfelügyelője.
- Itt született 1825-ben Mácsai Mihály megyei főügyész.

## Nevezetességei
- Szent Jakab apostol tiszteletére szentelt késő gótikus, római katolikus temploma a 18. század végén épült.
- Barokk kápolnája 1714-ben, a török elleni harcok emlékére épült.

## Külső hivatkozások
- Községinfó
- Garamkeszi Szlovákia térképén
- E-obce.sk Archiválva 2013. június 7-i dátummal a Wayback Machine-ben